# Manequinho
Manequinho é o nome popular de uma estátua que está situada em frente à sede do clube Botafogo de Futebol e Regatas, no bairro de Botafogo, na cidade do Rio de Janeiro, no Brasil. Representa um menino urinando e foi inspirada pelo Manneken Pis, que enfeita uma esquina de Bruxelas, na Bélgica. Em 2002, a estátua foi tombada como patrimônio pela prefeitura da cidade do Rio de Janeiro. 

## História

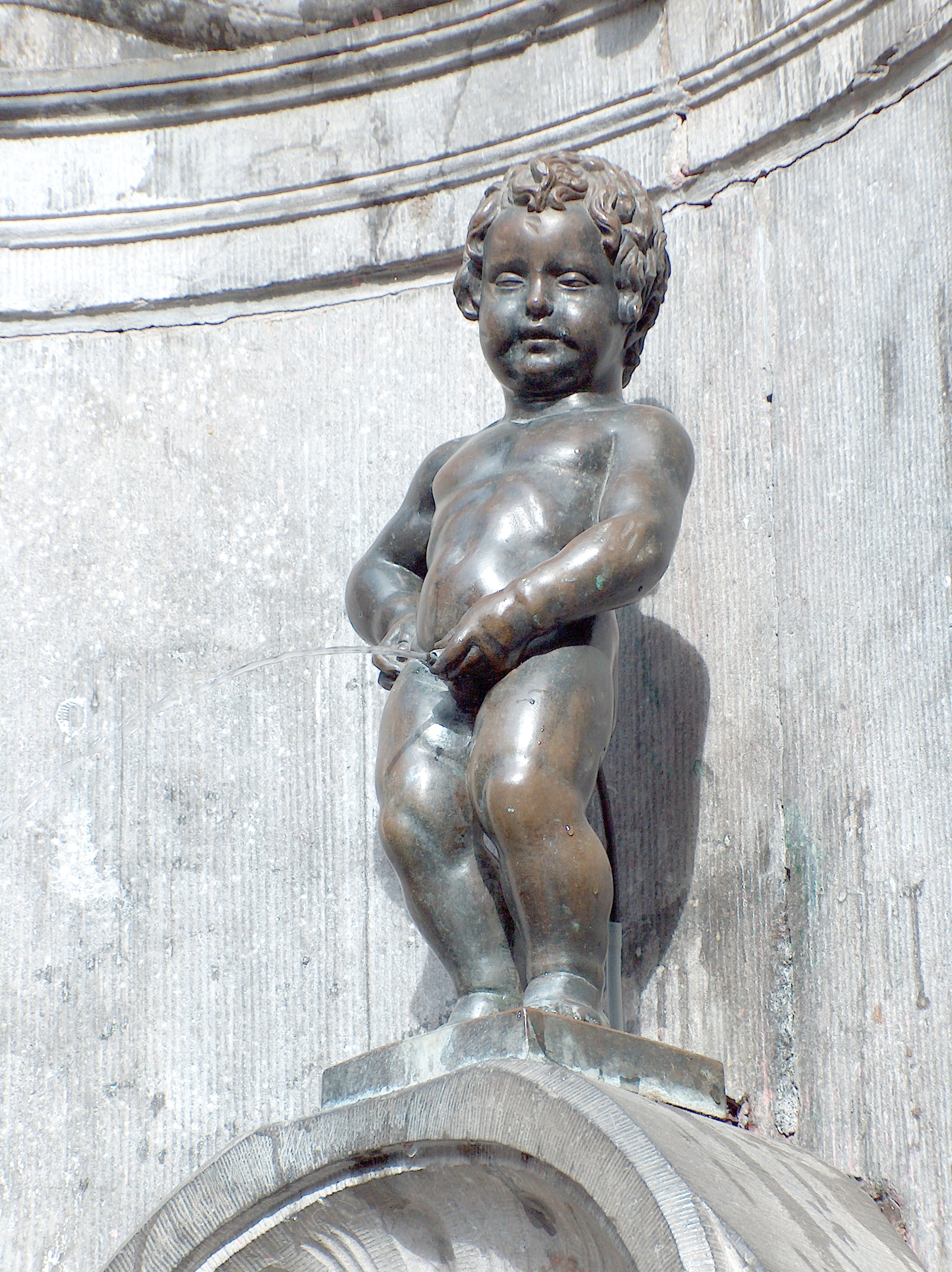
Manneken Pis, a estátua original em Bruxelas, na Bélgica.

Com 1 metro de altura, a estátua foi esculpida, originalmente, em 1908, por Belmiro de Almeida, e esteve instalada na Praça Floriano, no Rio de Janeiro, até 1927, quando foi transferida, por ser considerada uma afronta aos bons costumes, para a praia de Botafogo, próximo à sede do Mourisco do então Clube de Regatas Botafogo.

### Mascote do Botafogo
A imagem passou a ser relacionada ao time alvinegro no Campeonato Carioca de Futebol de 1957, quando um torcedor vestiu a estátua com a camisa do Botafogo. A partir daí, os torcedores passaram a considerá-la como mascote e, toda vez que o Botafogo é campeão, a estátua é vestida novamente. 

### Furto e refundição
Contudo, em 1990, a estátua foi furtada e destruída. Uma nova estátua foi então executada pela fundição de Amadeu Zani, a partir do molde original de Belmiro de Almeida, e instalada em 1993. Em 1994, o Manequinho foi transferido para sua localização atual: a praça em frente ao palacete de General Severiano, que havia sido retomado pelo clube naquele ano.

### Vandalismo e adoção
Em 2008, após um ato de vandalismo, furtou-se o órgão sexual da peça. A estátua foi, então, levada para restauração. Na data de sua recolocação, no início de novembro daquele ano, o clube do Botafogo assumiu a manutenção do monumento.

## Versão feminina
Outra estátua semelhante, considerada também mascote do Botafogo, é a Jeanneke Pis, que representa uma menina urinando. É considerada a versão feminina do Manequinho, embora não esteja instalada na frente do estádio do Botafogo. A estátua da Jeanneke Pis encontra-se na cidade de Bruxelas, na Bélgica.